# Estação Ploshchad Mujestva
Ploshchad Mujestva (em russo:  Площадь Мужества) é uma das estações da linha Kirovsko-Vyborgskaia (Linha 1) do metro de São Petersburgo, na Rússia. Estação «Ploshchad Mujestva» está localizada entre as estações «Politekhnitcheskaia» (ao norte) e «Lessnaia» (ao sul).